# Phaecasiophora maculosana
Phaecasiophora maculosana es una especie de polilla perteneciente al género Phaecasiophora, categorizada en la tribu Olethreutini, de la subfamilia Olethreutinae.

## Distribución
Se distribuye por Asia: en Vietnam, en la provincia de Gia Lai.

## Taxonomía
Fue descrita por Kuznetzov en 1997. La especie se encuentra registrada y publicada en Ent. Obozr. 76: 799.